# Facultatea de Inginerie din Hunedoara a Universității Politehnica Timișoara
Facultatea de Inginerie de la Hunedoara este una dintre cele mai noi facultăți ale Universității Politehnica Timișoara, fiind creată în 1990 prin transformarea Institutului de Subingineri Hunedoara, înființat, la rândul său, în 1970. in baza legi H.C.M 1272/1970. Ea oferă studenților formarea ca inginer, cu diferite specializări. La înființare Institutul oferea studenților posibilitatea de a frecventa facultatea atât prin cursuri de zi (3 ani) cât și la cursuri de seral (4 ani).
Primele doua profiluri de invatamant  pe care facultatea le-a oferit au fost:
- Metalurgic, cu specializarile Furnale și  Oțelării; Deformări Plastice și    Tratamente Termice
- respectiv  Electromecanic cu    specializarea Electromecanică Tehnologică.

Incepand cu  anul  universitar  1985-1986,  la  specializările  deja  existente,  s-a  adăugat  în cadrul  profilului Metalurgic specializarea Turnătorie,  iar    în  cadrul  specializării Furnale – Oțelării, opțiunea Cocserie.
Prin Ordinul  Ministrului  Învățământului  nr.  7751/1990   este  stabilită structura rețele instituțiilor de învățământ superior din România, astfel ca se aprobă organizarea învățământului superior de ingineri, cursuri de zi cu durata studiilor de 5 ani, la Facultatea de Inginerie din Hunedoara. Pana in anul universitar 1985-1986 sa mentinut forma de invatamant subingineri zi, ultima promotie care a absolvit cursurile de zi fiind specializarea Deformari Plastice si Tratamente Termice.
Anul universitar 1997 - 1998 a adus cu sine si trecerea la un alt sistem de invatamant respectiv sistemul BOLOGNA, care presupunea trecerea de la durata studiilor de la 5 ani la 4 ani, cunoscut ca si ciclul de studiu LICENTA.
Ciclul 2 sau cum mai este cunoscut ciclul de MASTER a luat finta in cadrul facultati in anul universitar 2005-2006.
Conform statisticilor in toti cei 40 de ani de existenta ,incepand cu anul 1970 cand a fost infintat Institutul de Subingineri au absolvit aproximativ:
- 22 de promotii de subingineri
- 15 promoti de ingineri cu durata studior de 5 ani
- 11 promoti de ingineri colegiu.

Actual Facultatea de Ingineri din Hunedoara oferă ciclurile de licență, masterat și doctorat.